# Psittacanthus pustulosus
Psittacanthus pustulosus är en tvåhjärtbladig växtart som beskrevs av Carlos Toledo Rizzini. Psittacanthus pustulosus ingår i släktet Psittacanthus och familjen Loranthaceae. Inga underarter finns listade i Catalogue of Life.